# Chaetostoma (planta)
Chaetostoma es un género de plantas fanerógamas de la familia Melastomataceae con 23 especies. Es originario de Sudamérica.

## Taxonomía
El género fue descrito por Augustin Pyrame de Candolle y publicado en Prodromus Systematis Naturalis Regni Vegetabilis 3: 112, en el año 1828. La especie tipo es Chaetostoma pungens DC.

## Especies
- Chaetostoma acuminatum Cogn.	Fl. Bras. 14(3): 35	1885
- Chaetostoma albiflorum	(Naudin) Koschnitzke & A.B.Martins	Novon 9(2): 202	1999
- Chaetostoma armatum	(Spreng.) Cogn.	Fl. Bras. 14(3): 31	1885
- Chaetostoma canastrense R.Romero & A.B. Martins	Candollea 54(2): 449-452, f. 1	1999
- Chaetostoma castratum	Cogn.	Fl. Bras. 14(3): 36
- Chaetostoma cupressinum	(D.Don) Koschnitzke & A.B. Martins	Novon 9(2): 202	1999
- Chaetostoma fastigiatum	Naudin
- Chaetostoma flavum	Koschnitzke & A.B. Martins	Novon 9(2): 204	1999
- Chaetostoma gardneri Triana	Trans. Linn. Soc. London 28: 25	1871
- Chaetostoma glaziovii	Cogn.	Fl. Bras. 14(3): 30	1885
- Chaetostoma inerme	Naudin
- Chaetostoma joannae	Cogn.	Monogr. Phan. 7: 28	1891
- Chaetostoma longiflorum	Cogn.	Fl. Bras. 14(3): 32	1885
- Chaetostoma luetzelburgii	Markgr.	Notizbl. Bot. Gart. Berlin-Dahlem 10: 43	1927
- Chaetostoma luteum	Cogn.	Fl. Bras. 14: 589	1888
- Chaetostoma microlicioides Cham.	Linnaea 9(3): 382-383	1834
- Chaetostoma parvulum	Markgr.	Notizbl. Bot. Gart. Berlin-Dahlem 10: 44	1927
- Chaetostoma petroniana	Saldanha & Cogn.	Bouquet Mélast. Brés. , Tab. 1	1887
- Chaetostoma pungens DC.	Prodr. 3: 112	1828
- Chaetostoma scoparia	Cogn.
- Chaetostoma selagineum	(Naudin) Koschnitzke & A.B. Martins	Novon 9(2): 202	1999
- Chaetostoma stenocladon	(Naudin) Koschnitzke & A.B. Martins	Novon 9(2): 202	1999
- Chaetostoma trauninense	Cogn.	Monogr. Phan. 7: 29	1891

- Características de las melastomatáceas